# Cosmo's Factory
Cosmo's Factory is het vijfde studioalbum van de Amerikaanse rockband Creedence Clearwater Revival, uitgebracht door Fantasy Records in 1970. De naam komt van de kamer waarin de band oefende in het begin van hun carrière. John Fogerty drong er zo op aan dat er geoefend werd (bijna elke dag) en de ruimte was vaak zo vol rook van de andere bandleden dat drummer Doug "Cosmo" Clifford het 'the factory' (de fabriek) ging noemen. Bekende nummers van het album zijn "Who'll stop the rain" en "I heard it through the grapevine". Kort na het uitbrengen van hun vierde studioalbum Willy and the Poor Boys in november 1969 begon Creedence Clearwater Revival met de opnames voor hun volgende album, Cosmo's Factory.

## Nummers

### Originele uitgave
Op het album staan vier covers. Het rhythm and blues nummer Before you accuse me is oorspronkelijk van Bo Diddley (uit1957). Ooby Dooby is bekend geworden van Roy Orbison My baby left me is een nummer van Elvis Presley en I heard it through the grapevine was een nummer van Marvin Gaye. Alle andere nummers zijn geschreven door John Fogerty.
| Nr. | Titel                                 | Duur |
| --- | ------------------------------------- | ---- |
| 1.  | Ramble Tamble                         | 7:09 |
| 2.  | Before You Accuse Me (Ellas McDaniel) | 3:24 |
| 3.  | Travelin' Band                        | 2:07 |
| 4.  | Ooby Dooby (Wade Moore, Dick Penner)  | 2:05 |
| 5.  | Lookin' Out My Back Door              | 2:31 |
| 6.  | Run Through the Jungle                | 3:09 |

| Nr. | Titel                                                               | Duur  |
| --- | ------------------------------------------------------------------- | ----- |
| 1.  | Up Around the Bend                                                  | 2:40  |
| 2.  | My Baby Left Me (Arthur Crudup)                                     | 2:17  |
| 3.  | Who'll Stop the Rain                                                | 2:28  |
| 4.  | I Heard It Through the Grapevine (Norman Whitfield, Barrett Strong) | 11:05 |
| 5.  | Long As I Can See the Light                                         | 3:33  |

### 40th Anniversary Edition CD bonus tracks
Bij het 40-jarig jubileum van dit album is een jubileumuitgave verschenen, met drie bonustracks.

| Nr. | Titel                                                        | Duur |
| --- | ------------------------------------------------------------ | ---- |
| 1.  | Travelin' Band (Remake Take)                                 | 2:15 |
| 2.  | Up Around the Bend (Live in Amsterdam, 9/10/71)              | 2:41 |
| 3.  | Born on the Bayou (Jam met Booker T. bij de Fantasy Studios) | 5:58 |

## Muzikanten
- Doug Clifford - drums
- Stu Cook - basgitaar
- John Fogerty - leadgitaar, piano, saxofoon, mondharmonica, zang, producer, arrangeur
- Tom Fogerty - slaggitaar, behalve op track 13

## Album
Dit album is geproduceerd door John Fogerty met geluidstechnicus Russ Gary. De opnames hebben plaatsgevonden in Willy Heider’s Studios in San Francisco, Californië. De plaat is in 1970 verschenen op vinyl (LP) en cassette. Vanaf 1989 is het album ook verkrijgbaar op compact disc (CD).
Op de voorkant van de albumhoes zitten en liggen de vier bandleden in een kamer. Dough (Cosmo) Clifford zit op een racefiets. De foto is gemaakt door Bob Fogerty. De overige foto’s op de hoes zijn gemaakt door Richard Taddei.

## Ontvangst
In januari 1970 bereikte de single met dubbele A-zijde Travelin' band/Who'll stop the rain de tweede plaats van de Billboard Hot 100. Deze single behaalde # 8 in Engeland en # 1 in Nederland.
In april bracht de band hun volgende dubbele single uit, Run through the jungle/Up around the bend, die respectievelijk de vierde en tweede plaats van de Billboard Hot 100 bereikte, Deze plaat bereikte # 3 in Engeland en wederom een eerste plaats in Nederland. In die tijd begon de band aan de eerste Europese tour. Drie maanden later, in juli, werd Cosmo's Factory uitgebracht en de single Lookin' out my back door met B-zijde Long As I Can See the Light, die de tweede plaats van de Hot 100 bereikte. Deze single werd #20 in Engeland en # 5 in Nederland.
Het album Cosmo's Factory werd een wereldwijde hit en stond bovenaan de hitlijsten in zes landen.
Het album werd "goud" gecertificeerd (500.000 verkochte exemplaren) door de Recording Industry Association of America op 16 december 1970. Bijna twintig jaar later, op 13 december 1990 kreeg het een certificatie van viermaal platinum met meer dan vier miljoen verkochte exemplaren. In Engeland behaalde dit album een eerste positie en in Nederland een tweede plek.
In de Radio 2 Top 2000 stond in december 2017 Have you ever seen the rain op # 216, Who'll stop the rain op # 624 en I heard it through the grapevine op # 887.
AllMusic waardeerde het album Cosmo’s factory met vijf sterren (maximale aantal) en het tijdschrift Rolling Stone plaatste Cosmo's Factory op plaats 265 van zijn lijst 500 Greatest Albums.